# محطة برلين (مسلسل)
محطة برلين (بالإنجليزية: Berlin Station) مسلسل دراما أمريكي. عرض على إيبيكس في 16 أكتوبر، 2016.

## وصلات خارجية
- الموقع الرسمي
- محطة برلين على موقع IMDb (الإنجليزية)
- محطة برلين على موقع ميتاكريتيك (الإنجليزية)
- محطة برلين على موقع روتن توميتوز (الإنجليزية)
- محطة برلين على موقع نتفليكس (الإنجليزية)
- محطة برلين على موقع فيلمافينيتي (الإسبانية)
- محطة برلين على موقع كينوبويسك (الروسية)
- محطة برلين على موقع ألو سيني (الفرنسية)
- محطة برلين على موقع قاعدة بيانات الفيلم (الإنجليزية)